# تفاعل بينغل

فوليرين بينغل

تفاعل بينغل (Bingel reaction) في كيمياء الفوليرين هو تفاعل حلقي البروبان للفوليرين إلى ميثانوفوليرين وأول من اكتشف هذا التفاعل هو بينغل عام 1993 م مع مشتق البروم لثنائي إيثيل المالونات وذلك في وجود قاعدة مثل هيدريد الصوديوم أو 8,1 - ديازا ثنائي الحلقة أنديس -7-ين . والروابط المزدوجة المفضلة لهذا التفاعل على سطح الفوليرين هي أقصر الروابط عند تقاطعات المركبين السداسيين (الروابط 6-6) والقوة الدافعة هي تخفيف الضغط «الإجهاد» الفراغي . ويعتبر التفاعل هام في مجال الكيمياء لأنه يسمح بتقديم ملحقات أو امتدادات مفيدة لسطح أو حيز الفوليرين . وتغير هذه الامتدادات خصائصها على سبيل المثال الذوبانية والسلوك الكهروكيميائي وبالتالي توسع نطاق التطبيقات التقنية المحتملة .

## ميكانيكية (آلية) التفاعل
ميكانيكية التفاعل في هذه الحالة كما يلي :
تقوم مادة قاعدية بإزالة بروتون المالونات الحمضي معطية كربانيون أو إينولات والذي يتفاعل مع الرابطة الثنائية في الفوليرين التي يكون فيها نقص إلكتروني في إضافة نيكليوفيلية . وهذا بدوره يولد كربانيون والذي يحل محل البروم في استبدال نيكليوفيلي أليفاتي في حلقة بين جزيئية في إغلاق حلقي البروبان .

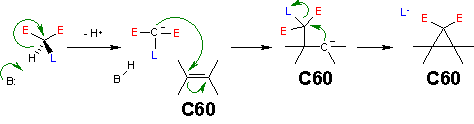
ميكانيكية تفاعل بينغل: E مجموعة ساحبة للإلكترونات قوية, L المجموعة المغادرة

## نطاق (إطار) التفاعل
تفاعل بينغل هو طريقة شائعة في كيمياء الفوليرين . غالباً ما يتم الحصول على المالونات (الحامل ذرة الهاليد) على صورة خليط من المركب القاعدي و رابع كلوريد الكربون أو اليود . ومعروف أيضاً أن هذا التفاعل يحدث عن طريق إحلال مجموعات الإستر بمجموعات الألكاين في ثنائي ألكاينيل ميثانو فوليرينات .

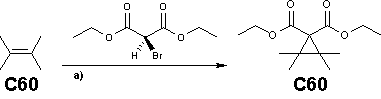
تفاعل بينغل للفوليرين مع إستر مالونات و هيدريد الصوديوم أو DBU في التولوين عند درجة حرارة الغرفة 45 %

هناك بديل لتفاعل بينغل وهو تفاعل الفوليرين ديازوميثان . ويأخذ إستر N-(ثنائي فينيل ميثلين) جليسينات  في تفاعل بينغل مسار مقترن مختلف ويتفاعل مع الفوليرين ثنائي هيدروبيرول .

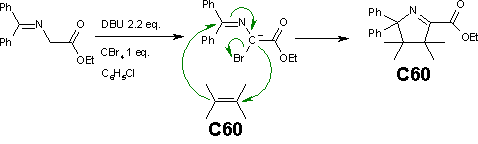
تفاعل بينغل مع إستر N-(ثنائي فينيل ميثلين) جليسينات

## تفاعل بينغل الارتجاعي (المرتدّ)
تعتمد البروتوكولات الموجودة لإزالة مجموعة الميثانو على اختزال التحليل الكهربائي  أو المغنسيوم المملغم .